# Halowe Mistrzostwa Świata w Lekkoatletyce 2003 – pchnięcie kulą kobiet
Pchnięcie kulą kobiet – jedna z konkurencji rozgrywanych podczas halowych mistrzostw świata w lekkoatletyce w 2003. Kwalifikacje oraz finał odbyły się 15 marca.
Do kwalifikacji zgłoszonych zostało 13 zawodniczek z 8 państw.
Zawody w tej konkurencji wygrała reprezentantka Rosji Irina Korżanienko. Drugą pozycję zajęła zawodniczka z Białorusi Nadzieja Astapczuk, trzecią zaś reprezentująca Niemcy Astrid Kumbernuss.

## Wyniki

### Kwalifikacje
Źródło: 
| Miejsce | Zawodniczka          | Państwo  | Podejście | Podejście | Podejście | Wynik | Uwagi |
| Miejsce | Zawodniczka          | Państwo  | #1        | #2        | #3        | Wynik | Uwagi |
| ------- | -------------------- | -------- | --------- | --------- | --------- | ----- | ----- |
| 1.      | Janina Karolczyk     | Białoruś | 19,12     | –         | –         | 19,12 | PB    |
| 2.      | Irina Korżanienko    | Rosja    | X         | 19,10     | –         | 19,10 |       |
| 3.      | Wita Pawłysz         | Ukraina  | 18,79     | –         | –         | 18,79 |       |
| 4.      | Yumileidi Cumbá      | Kuba     | 18,33     | 18,42     | 18,71     | 18,71 |       |
| 5.      | Swietłana Kriwielowa | Rosja    | 18,66     | –         | –         | 18,66 |       |
| 6.      | Nadzieja Astapczuk   | Białoruś | 18,57     | –         | –         | 18,57 |       |
| 7.      | Astrid Kumbernuss    | Niemcy   | 18,46     | –         | –         | 18,46 |       |
| 8.      | Assunta Legnante     | Włochy   | X         | 17,55     | 18,35     | 18,35 | SB    |
| 9.      | Lieja Tunks          | Holandia | X         | X         | 18,31     | 18,31 |       |
| 10.     | Li Meiju             | Chiny    | 18,13     | X         | X         | 18,13 |       |
| 11.     | Cristiana Checchi    | Włochy   | X         | 17,72     | 18,08     | 18,08 |       |
| 12.     | Song Feina           | Chiny    | X         | 17,23     | 17,04     | 17,23 |       |
| –       | Nadine Kleinert      | Niemcy   | X         | X         | X         | NM    |       |

### Finał
Źródło: 
| Miejsce | Zawodniczka          | Państwo  | Podejście | Podejście | Podejście | Podejście | Podejście | Podejście | Wynik | Uwagi |
| Miejsce | Zawodniczka          | Państwo  | #1        | #2        | #3        | #4        | #5        | #6        | Wynik | Uwagi |
| ------- | -------------------- | -------- | --------- | --------- | --------- | --------- | --------- | --------- | ----- | ----- |
| 01 !    | Irina Korżanienko    | Rosja    | 20,14     | 20,55     | X         | X         | X         | 19,86     | 20,55 | CR    |
| 02 !    | Nadzieja Astapczuk   | Białoruś | 19,49     | 20,31     | 19,99     | 19,77     | 20,09     | 19,69     | 20,31 |       |
| 03 !    | Astrid Kumbernuss    | Niemcy   | 19,05     | 19,86     | 19,78     | X         | X         | 19,59     | 19,86 | SB    |
| 4.      | Wita Pawłysz         | Ukraina  | 19,16     | X         | 19,66     | 19,08     | X         | 19,73     | 19,73 |       |
| 5.      | Swietłana Kriwielowa | Rosja    | 18,72     | 18,64     | X         | 19,45     | 19,57     | 19,44     | 19,57 |       |
| 6.      | Yumileidi Cumbá      | Kuba     | X         | 19,19     | X         | X         | 18,24     | 18,80     | 19,19 | PB    |
| 7.      | Janina Karolczyk     | Białoruś | 18,94     | X         | 18,91     | 18,83     | X         | X         | 18,94 |       |
| 8.      | Assunta Legnante     | Włochy   | X         | 18,20     | X         | X         | X         | X         | 18,20 |       |